# Wintersreuth

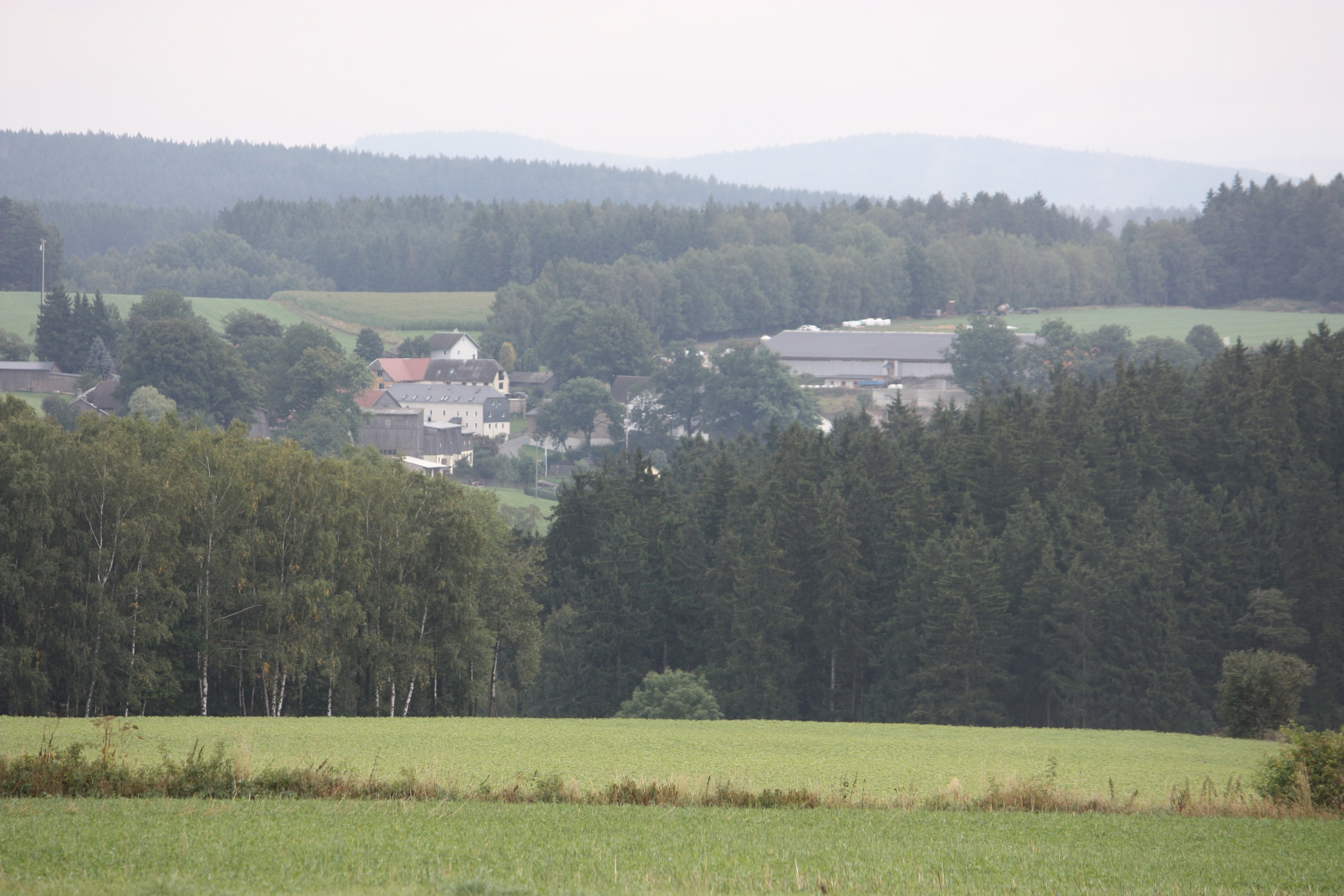
Ortsansicht Wintersreuth

Wintersreuth ist ein Gemeindeteil der Kreisstadt Wunsiedel im Landkreis Wunsiedel im Fichtelgebirge (Oberfranken,  Bayern). Das Dorf liegt drei Kilometer östlich der Kernstadt im Tal des Flusslaufs Röslau. Im Jahr 2000 lebten in Wintersreuth 55 Personen.

## Geschichte
Der Ort wurde urkundlich erstmals 1421/22 genannt, als die ansässigen Bauern an den markgräflichen Amtmann in Hohenberg als Zins jährlich Eier abführen mussten. 1818 kam der Ort zur damaligen Gemeinde Holenbrunn.